# 中国中央电视台科教频道
中国中央电视台科教频道（频道呼号： 科教），前称中国中央电视台科学·教育频道，于2001年7月9日开播。是因顺应中华人民共和国政府“科教兴国”方略，以提高国民素质为宗旨，以教育、科学、文化为题材内容的专业电视频道。

## 历史

### 科学·教育频道时期
2001年7月9日清晨6时起，由央视一套、二套等频道播出的科教类节目独立为央视第十套节目，呼号"中国中央电视台科学·教育频道"，由央视社教中心负责。屏幕标识为“CCTV-10"，同时启用第一版望远镜包装（至2004年2月13日）。
2002年2月27日，该频道启用书本包装（仅节目开始和片尾中出现）（至2004年2月12日），节目预告和频道ID保留第一版望远镜包装，《探索·发现》至7月24日改回第一版望远镜包装。
2004年2月13日，该频道更换为第二版水晶包装（至2005年12月25日），所有栏目取消统一包装，开始使用各栏目独立片尾，《探索·发现》仍保留第一版望远镜包装，《子午书简》保留第二版书本包装。
2005年12月26日，中国中央电视台科学·教育频道改版并启用第三版红白包装（至2010年12月11日），至此，该频道开始包装整体统一化。

### 科教频道时期
2010年6月5日起，该频道呼号更为“中国中央电视台科教频道”。包装主体风格暂时不变，仅修改了频道名称。
2010年12月12日-2012年12月31日期间，该频道更换为以方形“10”作为标志的第四版红白包装。
2011年1月1日凌晨起，该频道的屏幕标识更换为“CCTV-10 科教”。2013年1月1日，该频道标志从方形“10”改为圆球形状，并更换为第五版大眼睛包装（至2019年10月13日）。

### 高清化制播
2014年1月1日，该频道的高清版通过中星6A上星播出，开始了高清、标清同播。2015年8月17日凌晨，该频道标清版台标横向压缩，以适应16:9格式，同时播出16:9节目时画面横向压缩成4:3。不过大部分节目在高清版使用16:9格式播出的同时，在标清版仍然使用4:3格式切边播出。自2016年开始，越来越多节目在标清版开始不再使用切边播出。

### 全面改版
2019年9月26日，中央广播电视总台全面启动高质量发展改版，科教频道的改版工作于10月14日正式启动，并更换为以蓝色「正门」形状作为标志的第六版包装（即现在的包装），但仍保留原来的大眼睛频道ID，12月2日起，该频道正式启用全新ID，并微调节目包装。

## 节目

### 现有节目
| - 《百家讲坛》 - 《探索·发现》 - 《读书》（原《子午书简》） - 《地理·中国》（原《人与社会》，由原《当代教育》、《交流》、《今日气象》三档节目合并而成） - 《健康之路》 - 《味道》（原《希望·英语杂志》、《希望英语》、《味·道》） - 《跟着书本去旅行》 - 《时尚科技秀》（原《科技之光》、《创新一线》） - 《科学动物园》 - 《中国影像方志》（原《百科探秘》、《创新无限》、《文明密码》，由原《历程》（原《科学历程》）和《科教片之窗》合并而成） | - 《科幻地带》（原《视觉》、《第10放映室》，节目名称一度被改为《影视名堂》，2016年改回原名《第10放映室》） - 《人物·故事》（由原《人物》、《讲述》、《大家》三档节目合并而成） - 《考古公开课》 - 《自然传奇》（原《科学世界》） - 《实验现场》（原《科技博览》、《原来如此》） - 《解码科技史》（原《走近科学》） - 《创新进行时》 - 《百家说故事》 - 《透视新科技》 |

### 过往节目
| - 《天工开物》 - 《读书时间》 - 《公益行动》（该节目已与《讲述》合并） - 《教科文90′》 - 《城市平台》 - 《家政手册》（该节目已与《家园》合并为《家庭》） - 《家园》（该节目已与《家政手册》合并为《家庭》） - 《10视之窗》 - 《重访》 - 《家庭》（该节目已与《人与社会》合并） - 《科技人生》 - 《绿色空间》（该节目已与《自然传奇》合并） - 《中國漢字聽寫大會》 - 《中国成语大会》 - 《中国诗词大会》（转至CCTV-1，但仍保留重播） | - 《大“真”探》 - 《真相》 - 《科学调查》 - 《我爱发明》（转至CCTV-17） |

## 外部連結
- 中国中央电视科教频道官方网站（新版（页面存档备份，存于）·旧版（页面存档备份，存于））（简体中文）
- 央视网－科教 官方网站（页面存档备份，存于）（简体中文）
- CCTV-10科教频道的新浪微博